# 橫斑直口非鯽
橫斑直口非鯽，為輻鰭魚綱鱸形目隆頭魚亞目慈鯛科的其中一種，被IUCN列為易危保育類動物，分布於非洲坦尚尼亞西部Rugufu流域，體長可達5.7公分，棲息在植被生長的溪流，生活習性不明。

## 擴展閱讀
維基物種上的相關：橫斑直口非鯽